# ジョン・E・ディック

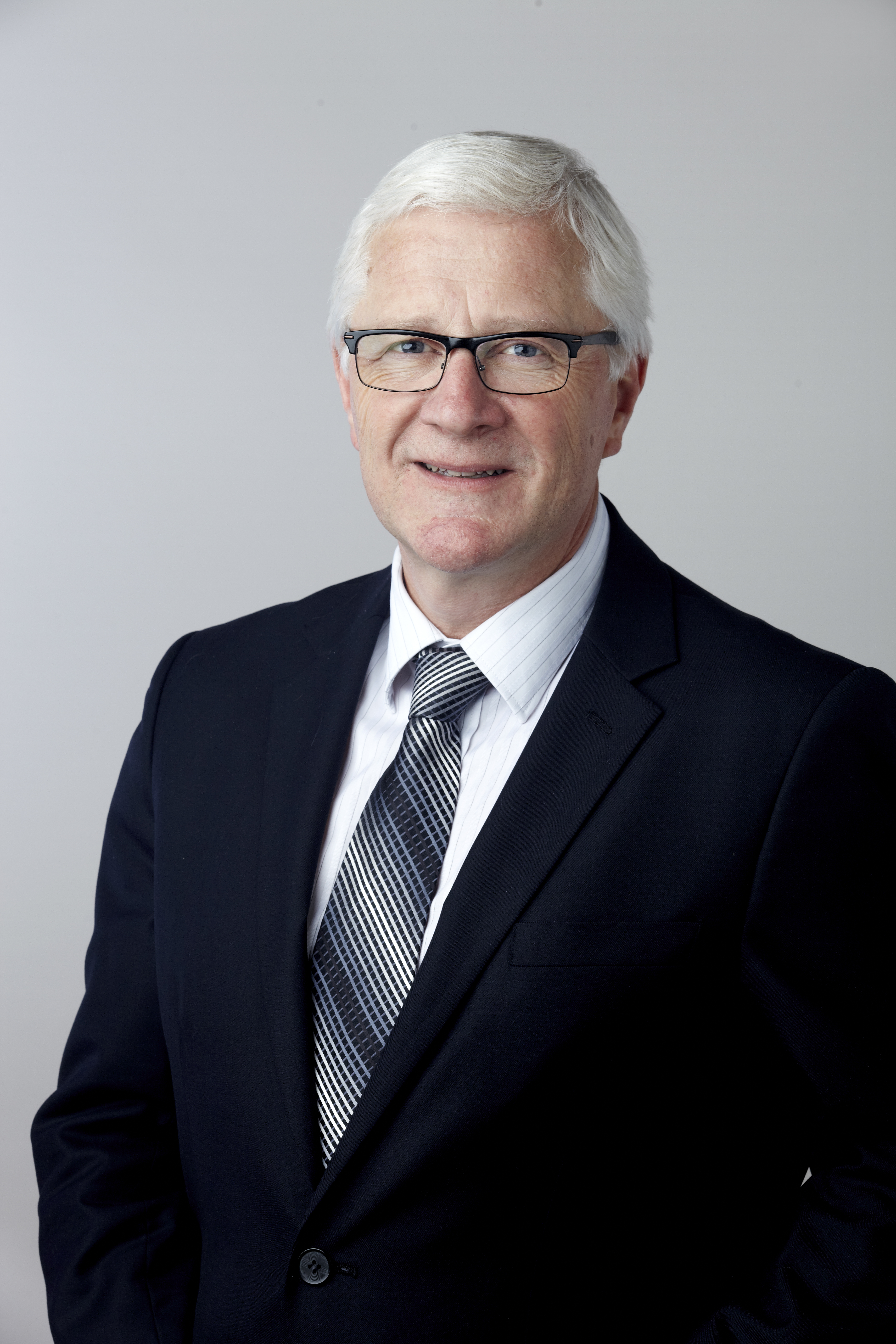
ジョン・E・ディック

ジョン・E・ディック（John Edgar Dick, 1954年7月31日 - ）は、カナダの分子生物学者。トロント大学教授。主な業績はがん幹細胞（CSC）や、白血病幹細胞（LSC）の同定。
1984年マニトバ大学からPh.D.を取得。オンタリオ癌研究所（Ontario Cancer Institute）の博士研究員となり、白血病と癌の研究を開始。1995年から現職。2014年王立協会フェロー選出。

## 受賞歴
- 2017年 - 慶應医学賞
- 2022年 - ガードナー国際賞

## 参照
- John E Dick, PhD, FRS
- Dr. John Dick